# Reginald Doherty

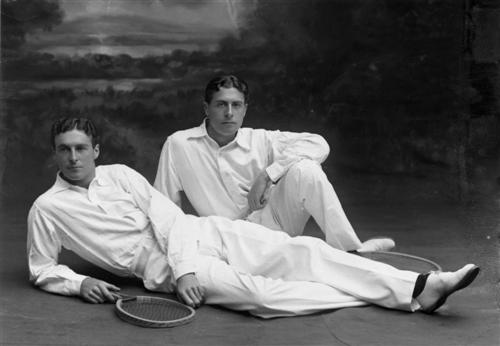
Laurence och Reginald Doherty

Reginald Frank "Reggie" Doherty, även kallad Big Do, född 14 oktober 1872 i Wimbledon i London, död 29 december 1910 i Kensington i London, var den äldre av de två brittiska tennisspelande bröderna Doherty. 
Han upptogs 1980 tillsammans med sin bror Laurie Doherty i International Tennis Hall of Fame.

## Tenniskarriären
Reggie Doherty vann fyra Grand Slam-titlar i singel, alla i följd i Wimbledonmästerskapen. Den första titeln vann han 1897 genom finalseger över irländaren Harold Mahony (6-4, 6-4, 6-3). Som regerende mästare var han nästa år direktkvalificerad till finalen (Challenge Round). Han försvarade då framgångsrikt sin titel genom att besegra sin yngre bror Laurence Doherty (6-3, 6-3, 2-6, 5-7, 6-1). I finalen 1899 besegrade han sin landsman Arthur Gore, mot vilken han dock förlorade i Wimbledonfinalen 1901. 
Doherty spelade tennis också i USA. Han nådde 1902 singelfinalen i Amerikanska mästerskapen. Han mötte där amerikanske ettan William Larned som vann med 4-6, 6-2, 6-4, 8-6. I par med sin bror Laurence vann han dubbeltiteln i turneringen vid två tillfällen (1902-03). 
Tillsammans med brodern vann han också perioden 1896-1906 åtta gånger dubbelfinalen i Wimbledon. År 1909, året före sin död, vann han Sydafrikanska mästerskapen. 
Han och hans bror utgjorde tillsammans det framgångsrika Davis Cup-lag som 1903-06 hemförde cupen till England. Han spelade totalt 8 matcher för laget och vann 7 av dem, varav fem i dubbel tillsammans med brodern. Som singelspelare besegrade han spelare som Robert Wrenn och William Larned.

## Spelstil
Reggie Doherty var längre och en elegantare spelare än sin mer atletiskt byggde bror Laurie. Det har dock sagts att Laurie var den bättre spelaren av de två. Reggie hade sin formstarkaste period åren innan broderns, men tillsammans var de under mer än ett decennium totalt dominerande inom herrtennisen. 
Under hela sin karriär som tennisspelare plågades Reginald Doherty av återkommande perioder av sviktande hälsa. 

## Grand Slam-titlar
- Wimbledonmästerskapen
  - Singel - 1897, 1898, 1899, 1900,
  - Dubbel - 1897, 1898, 1899, 1900, 1901, 1903, 1904, 1905
- Amerikanska mästerskapen
  - Dubbel - 1902, 1903